# Anna Atkins
Anna Atkins (Tonbridge, Kent, 16 de marzo de 1799 -9 de junio de 1871) fue una botánica inglesa. Es considerada la primera mujer fotógrafa y fue la primera persona en publicar un libro ilustrado exclusivamente con imágenes fotográficas, Fotografías de las algas británicas: Impresiones Cianotipos, publicado en 1843. Su libro British algae, se considera el primer libro publicado con ilustraciones fotográficas.

## Primeros pasos
Anna Atkins nació en Tonbridge, Kent, y su madre murió durante el parto. Su padre, John George Children, fue un químico, minerólogo y zoólogo, distinguido por el mineral childrenita y la pitón de Children australiana (Antaresia childreni), a los que se les dio su nombre. La figura de su padre fue clave en la conquista de la experimentación y la innovación.

## Fotografía
John Herschel, un amigo de Atkins y de su padre, inventó el proceso fotográfico de cianotipia en 1842. Atkins aplicó el proceso para resolver las dificultades de realizar dibujos precisos de especies científicas y editó la primera entrega de Fotogramas de cianotipos de algas. Solo se hicieron unas tres copias del libro, una de las cuales se encuentra en el National Media Museum en Bradford, Inglaterra. Continuó publicando otras entregas de la serie British Algae, además de otros libros como Cianotipias de las Plantas con Flores y Helechos Británicos y Extranjeros (1854).
El trabajo en conjunto con su padre, la botánica, la fotografía y el dibujo, lograron conseguir un trabajo minucioso, perfecto y precioso. Su trabajo fue el primer intento de plasmar imágenes de la forma más objetiva posible, traspasando el ámbito científico hasta hoy, y logrando ser un aporte a las artes y la estética.

## Galería

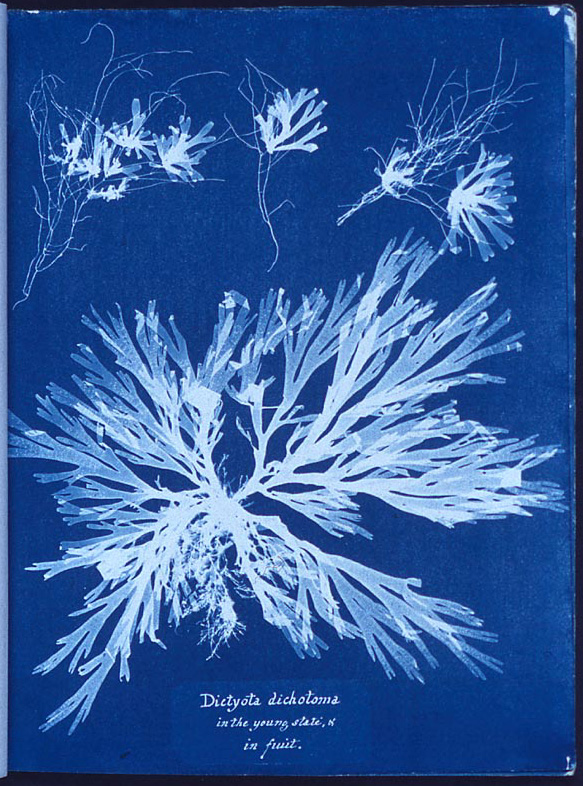
Cianotipia fotograma hecho por Atkins y que formaba parte de su libro de 1843, British Algae: Cyanotype Impressions
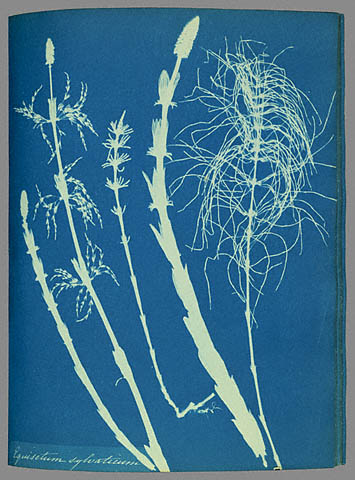
Un ejemplo del trabajo de Atkins, de su libro de 1854, Wood Horsetail
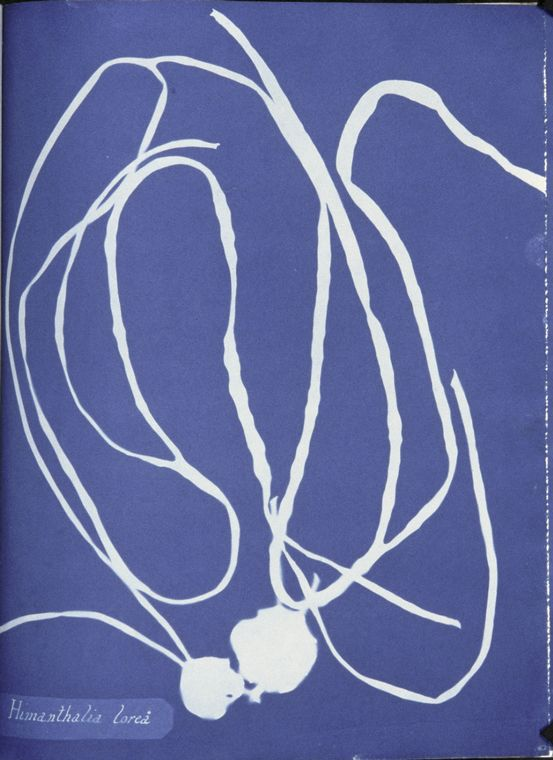
Himanthalia lorea
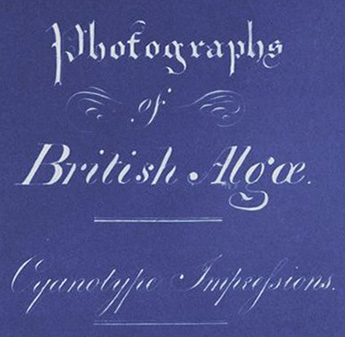
Detalle de la carátula de  Photographs of British Algae: Cyanotype Impressions